# 리아치노역
리아치노역(이탈리아어: Stazione di Riazzino)은 스위스 티치노주의 로카르노 지자체에 있는 기차역이다. 스위스 연방 철도의 표준궤 주비아스코-로카르노선의 중간 정류장이다. 이 역은 2008년 말에 문을 열었으며, 이전의 리아치노-쿠그나스코역을 대체했다.

## 운행편
2021년 12월 시간표 변경에 따라 다음 서비스는 리아치노에서 정차한다.
- RE80 : 로카르노와 키아소 사이를 30분마다 운행, 밀라노 중앙역까지 매시간 운행
- S20 : 로카르노와 카스티오네-아르베도 사이에 30분마다 운행